# Seirocastnia lindingii
Seirocastnia lindingii là một loài bướm đêm trong họ Noctuidae.